# Kissel Motor Car Company

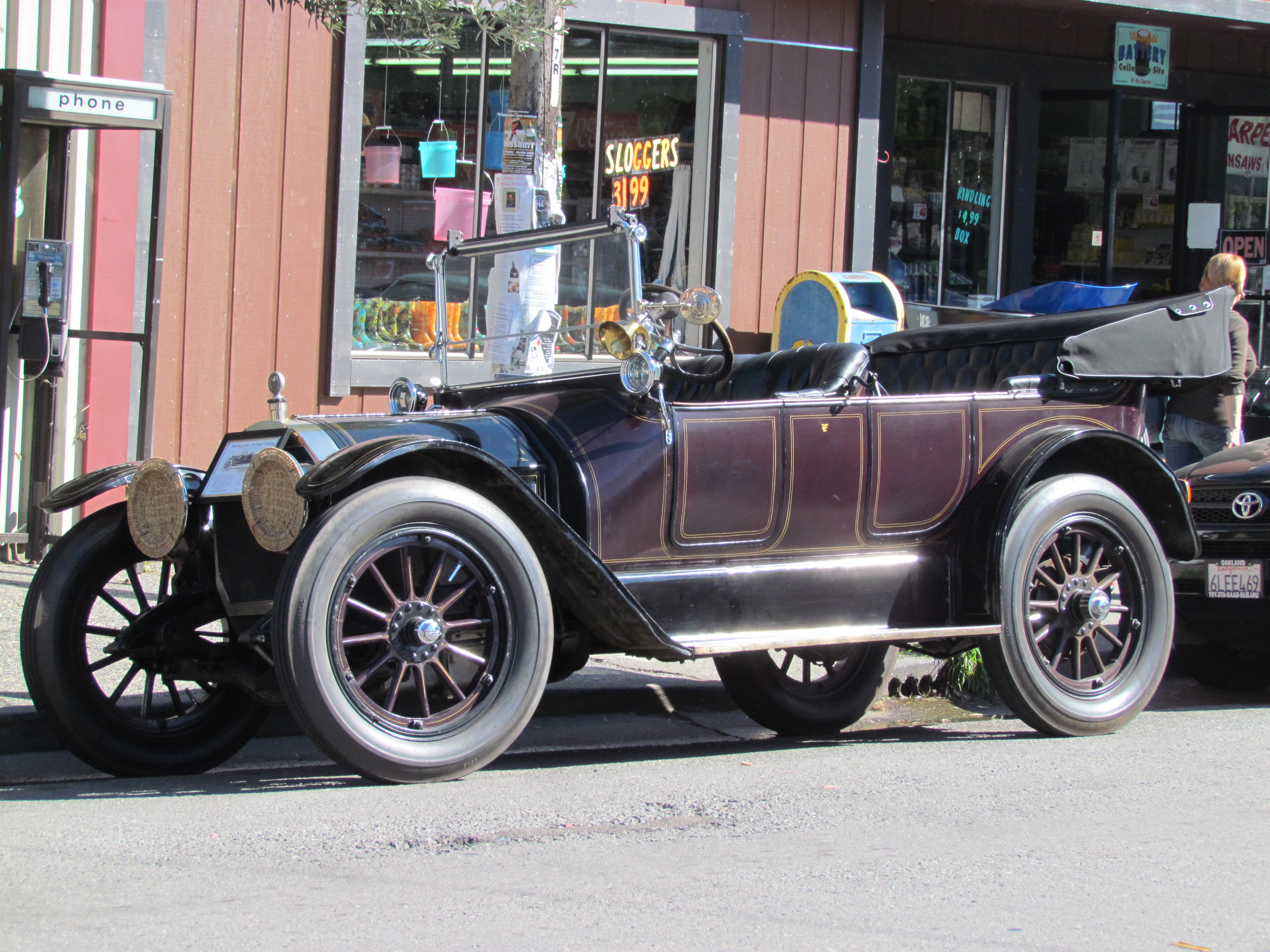
Kissel Kar von 1914

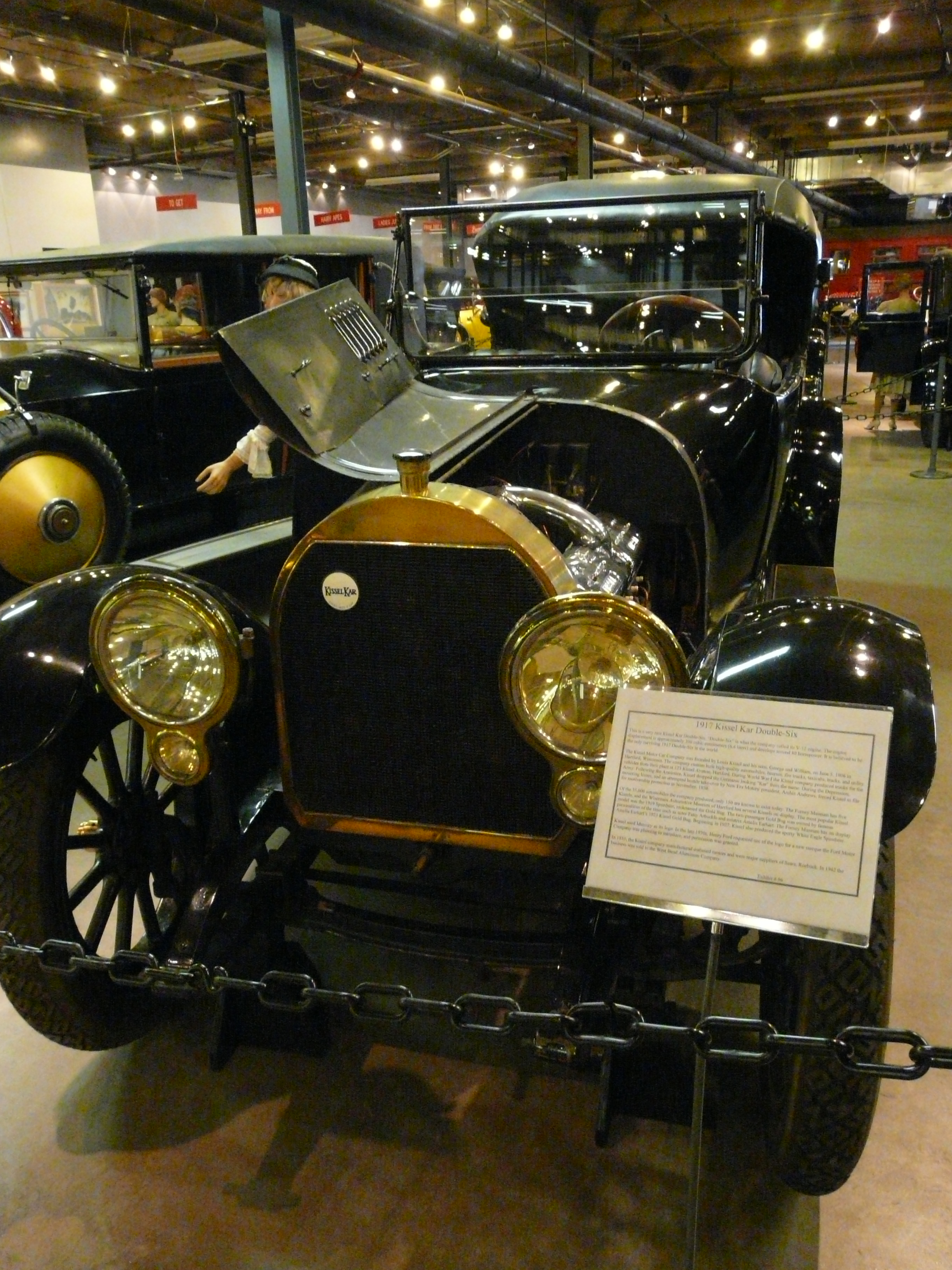
Kissel Kar Double Six von 1917

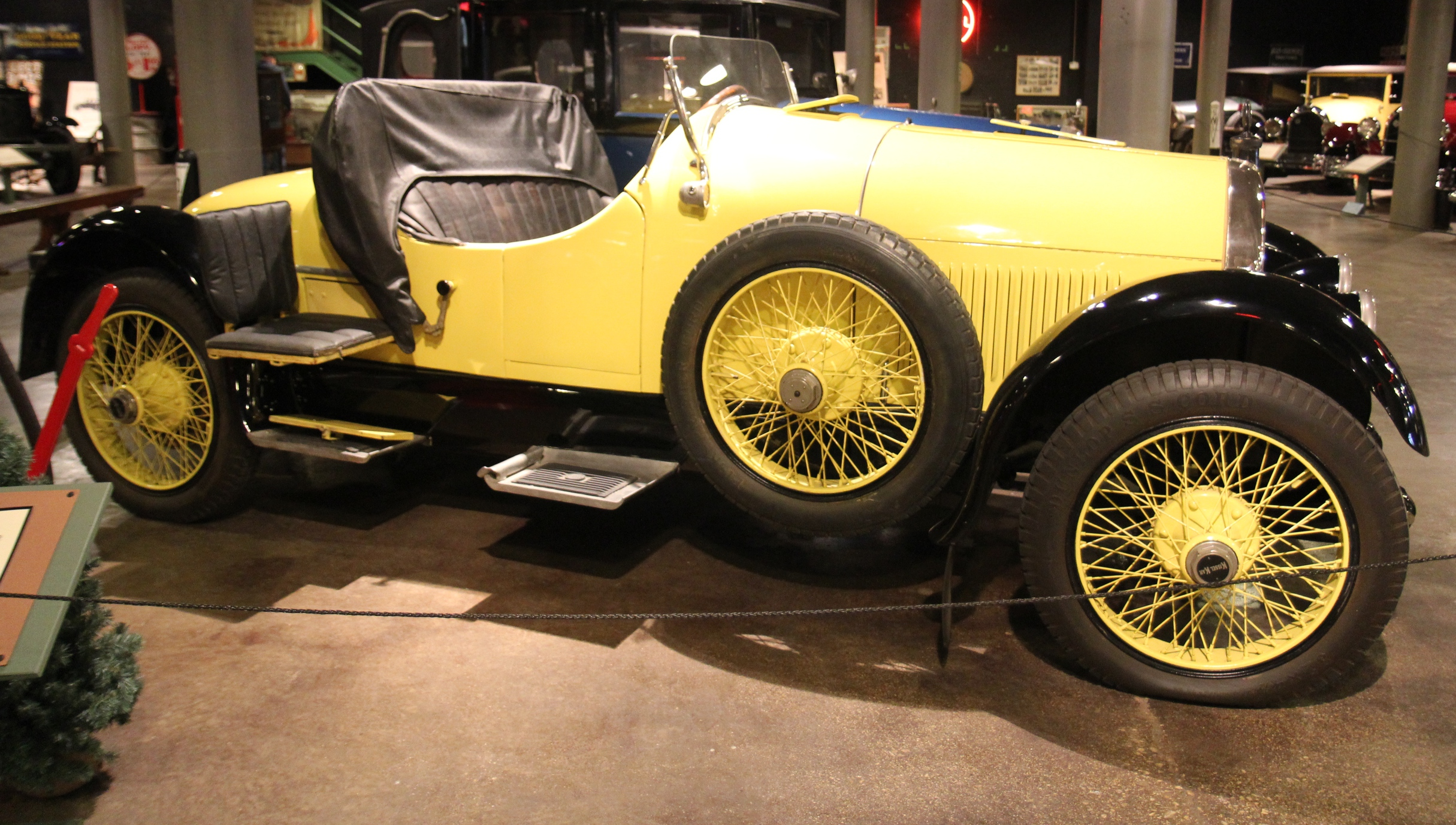
Kissel von 1921

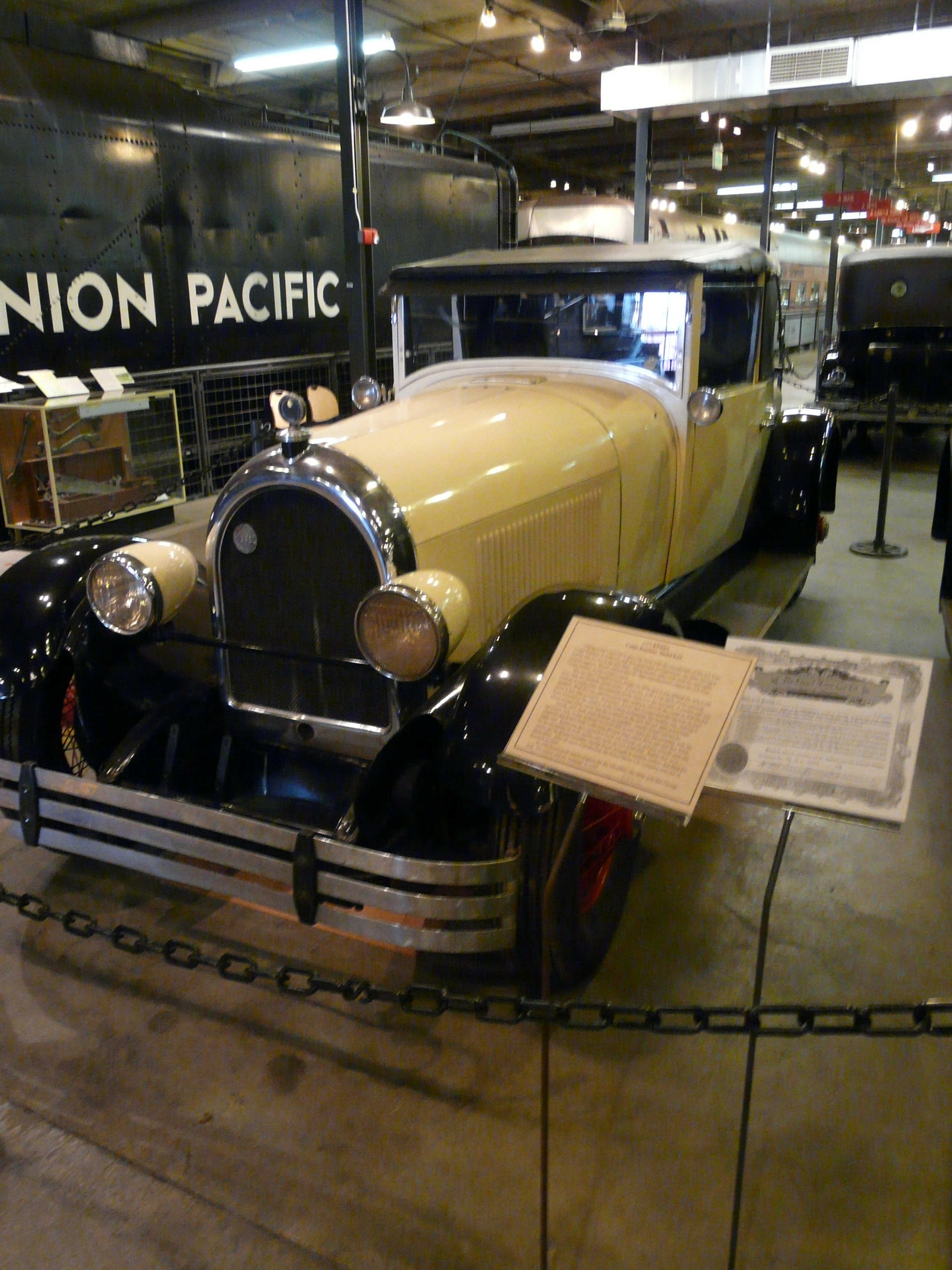
Kissel von 1922

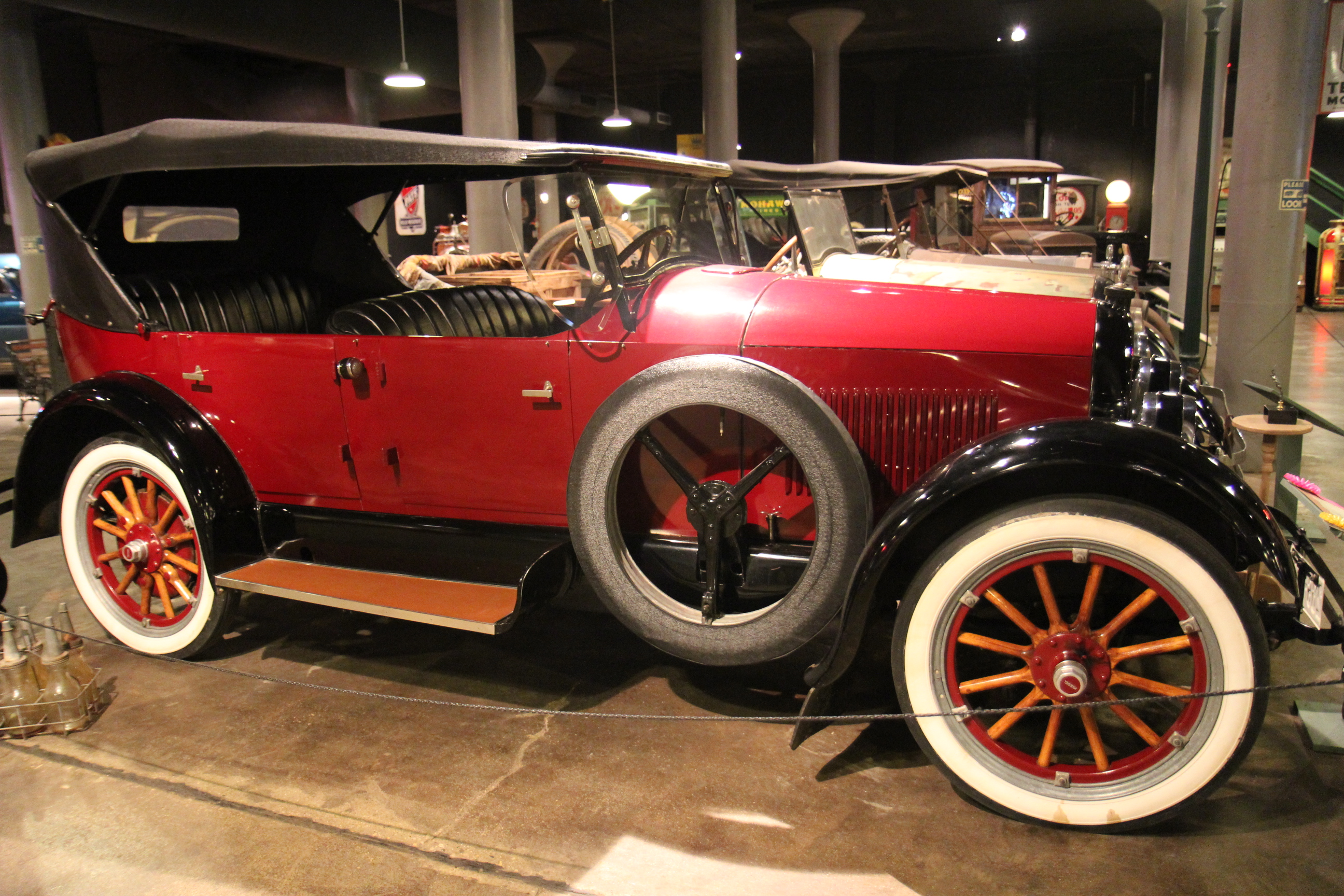
Kissel von 1923

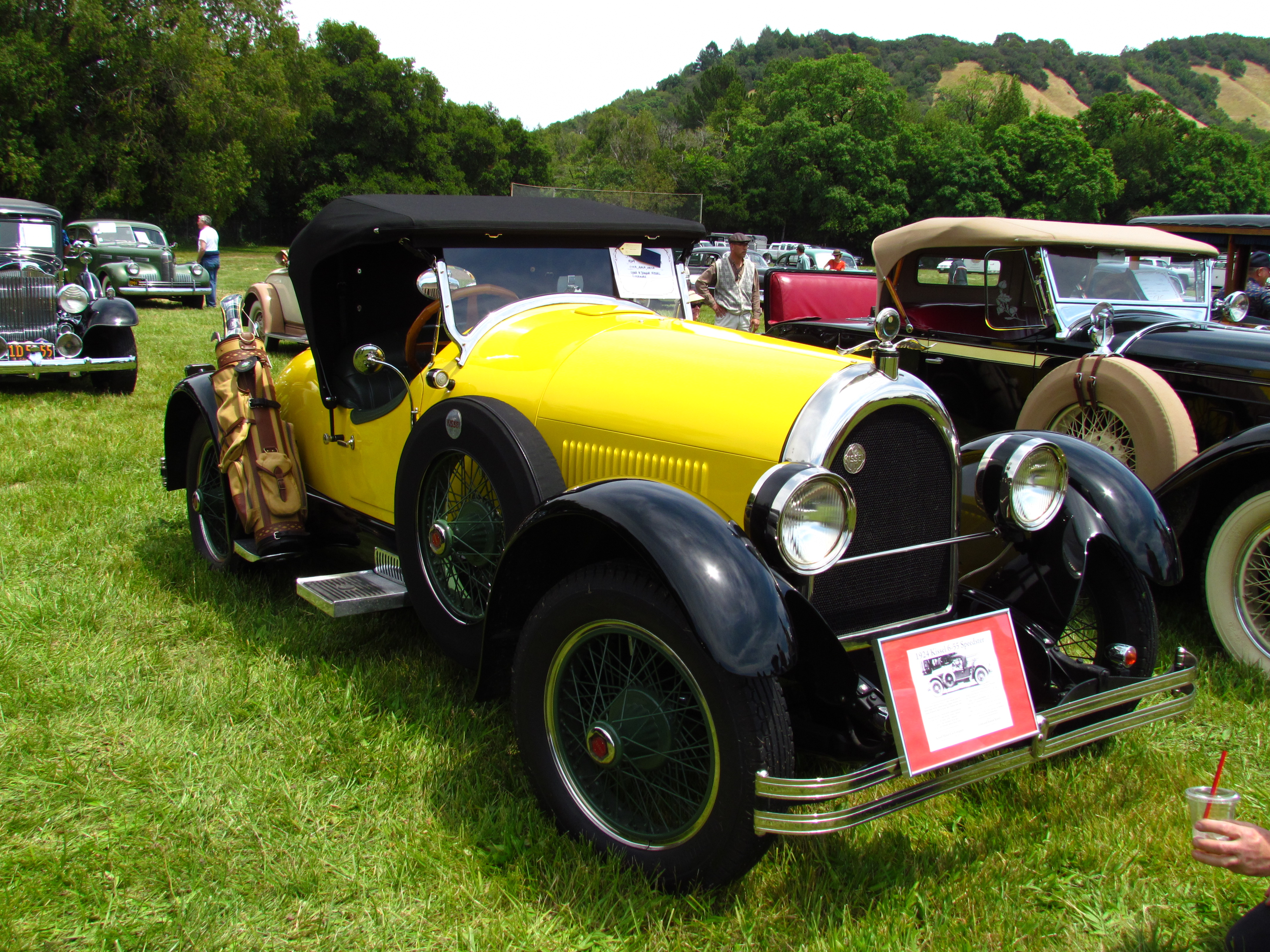
Kissel von 1924

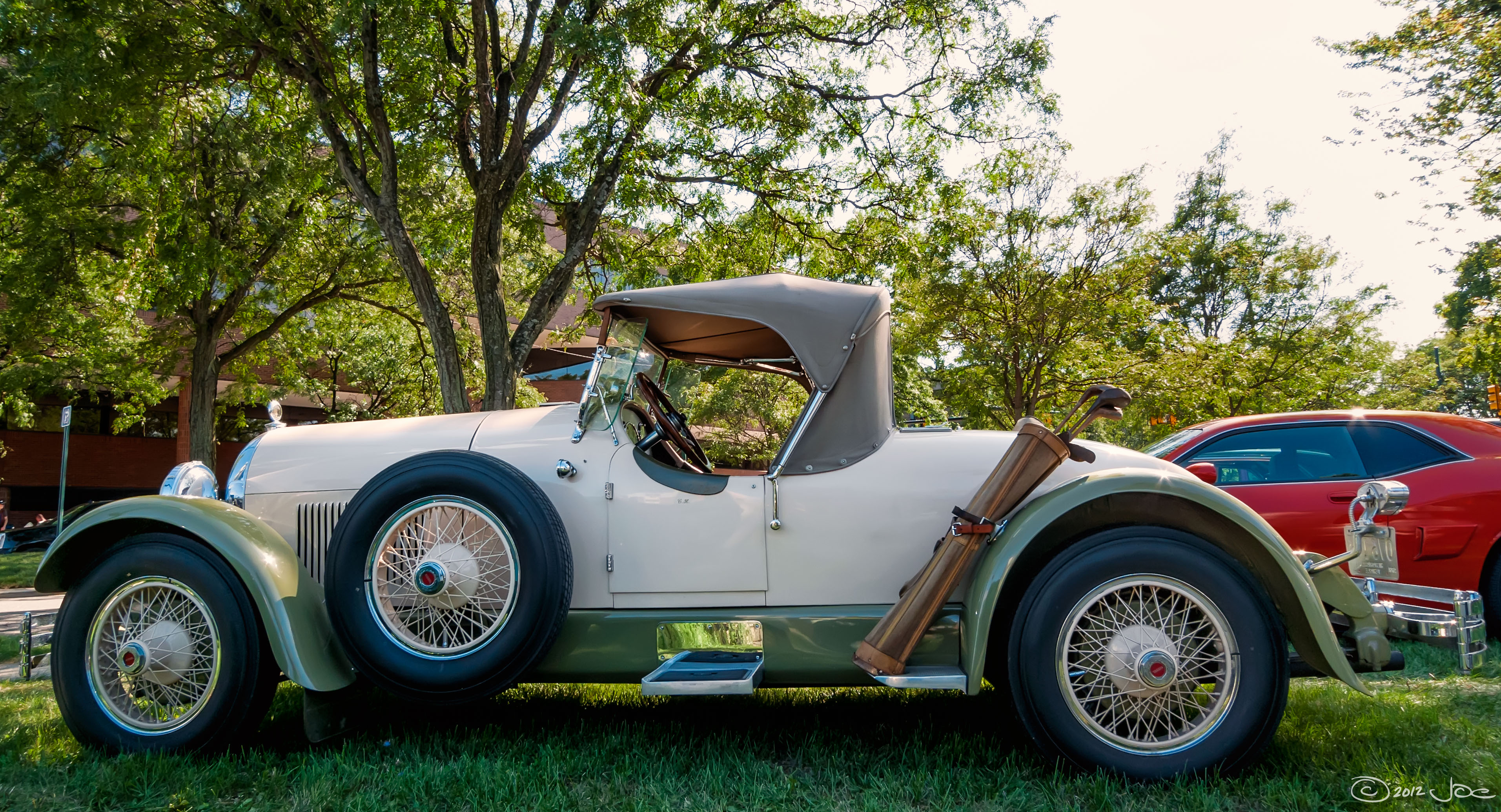
Kissel von 1927

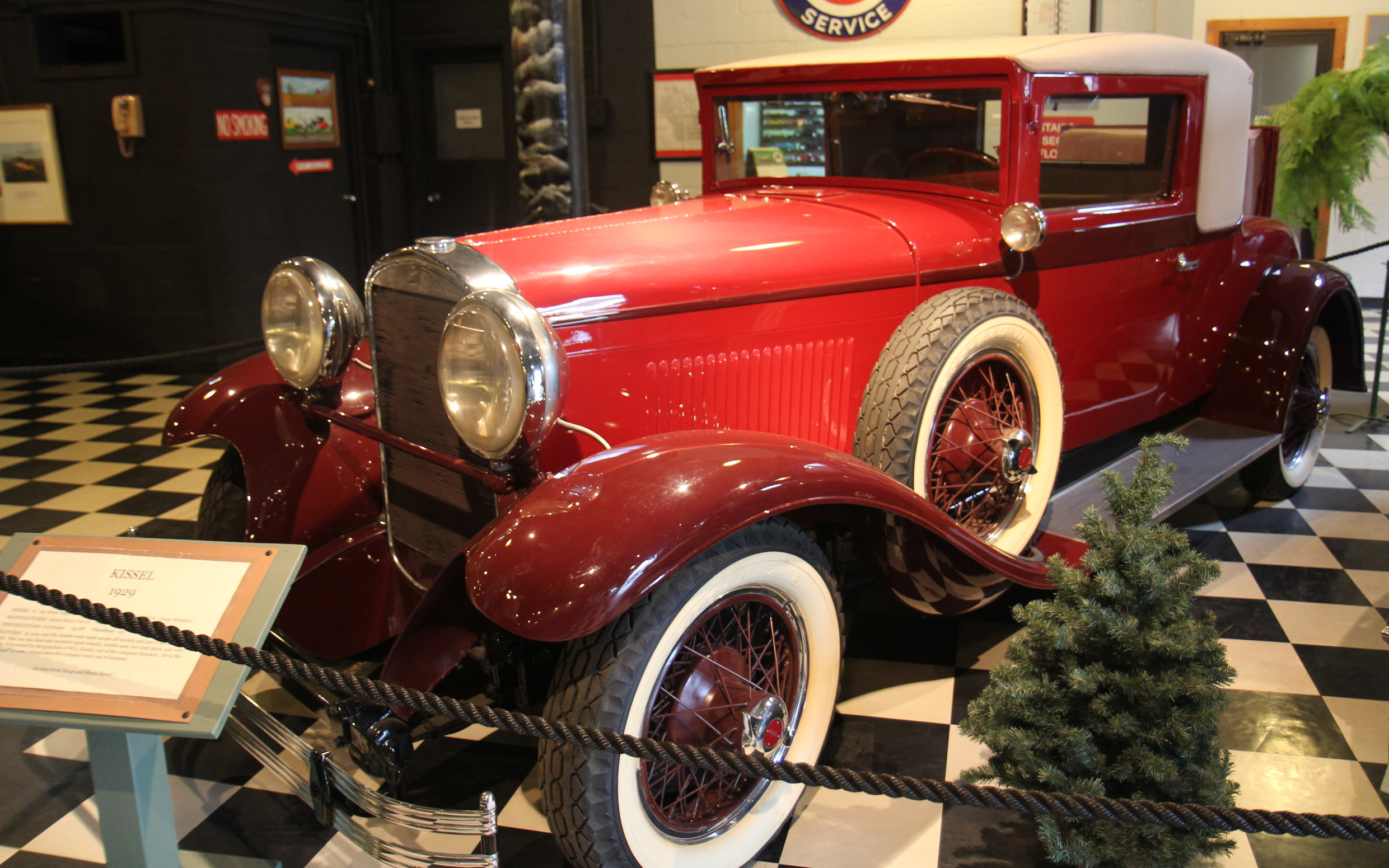
Kissel Series 8-95 von 1929

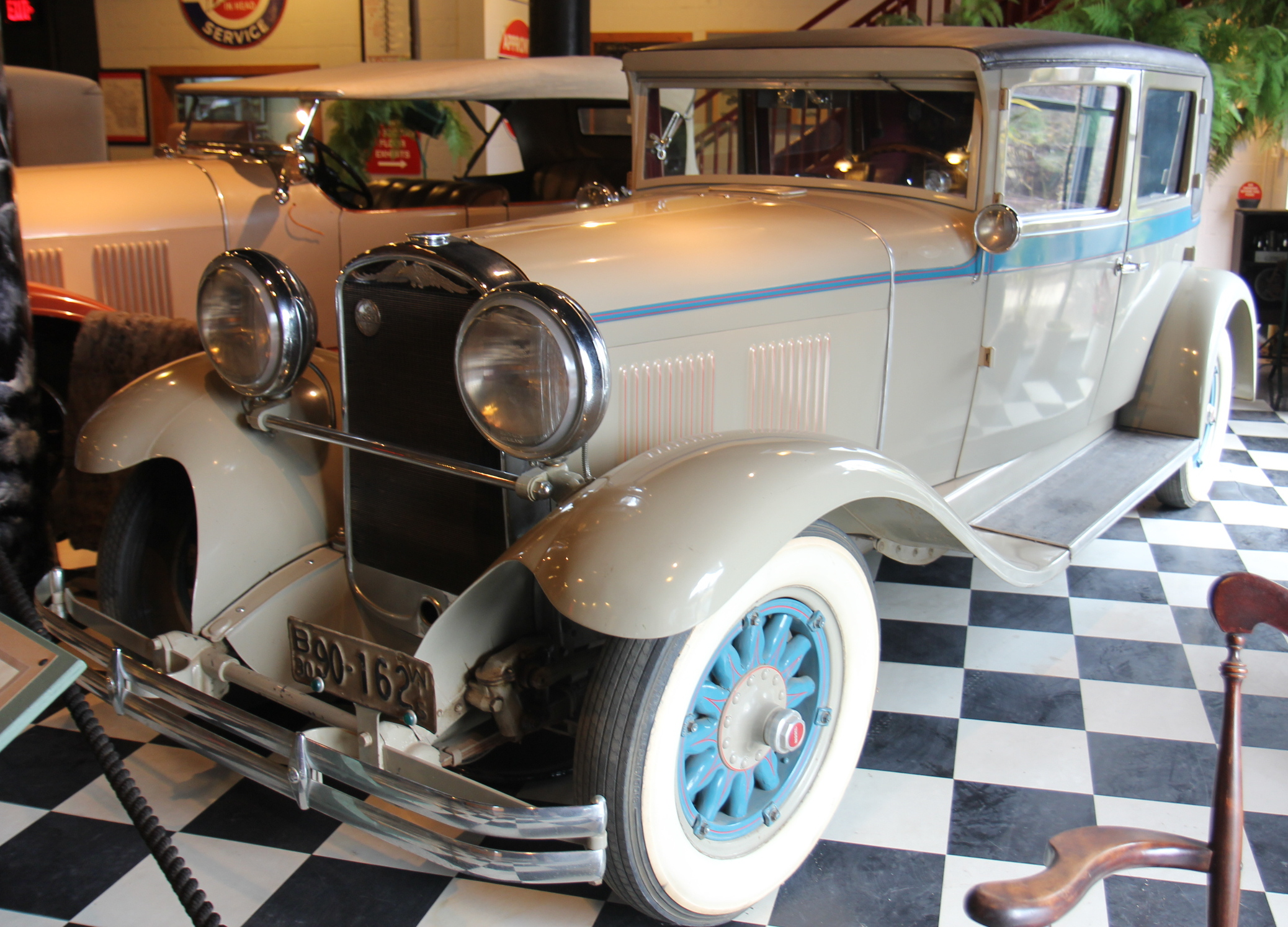
Kissel 8-95 von 1930

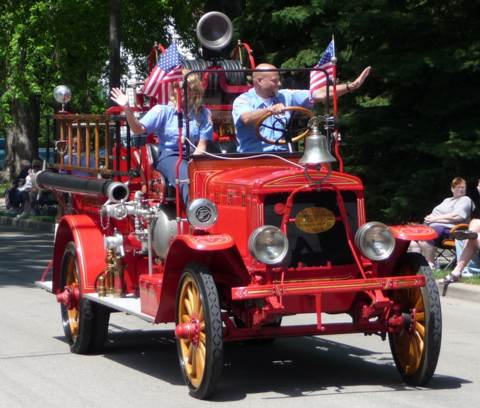
Feuerwehrfahrzeug aus den 1920er Jahren

Kissel Motor Car Company war ein US-amerikanischer Hersteller von Automobilen.

## Unternehmensgeschichte
Die Familie Kissel stammte aus Deutschland. Louis Kissel betrieb in Hartford einen Eisenwarenladen und fabrizierte Landwirtschaftsgeräte, nachdem sich sein aus dem Elsass eingewanderte Vater, Conrad Kissel in Wisconsin niedergelassen hatte. 
1906 gab es den Konzern L. Kissel & Sons mit mehreren Unternehmen, die Louis Kissel zusammen mit den vier Söhnen – Adolph, Otto, William und George – gegründet hatte. Neben der Eisenwarenhandlung gehörten zur Unternehmensgruppe ein Steinbruch, ein Holzhandel, eine Bank sowie ein Immobilienbüro. Louis Kissel amtete von 1894 bis 1895 als Bürgermeister von Hartford. Zur Ausstattung gehörte auch ein White-Dampfwagen, dessen technische Feinheiten die Kissel-Söhne gründlich untersuchten. Die Brüder George und Will Kissel hatten bereits 1905 ein Auto mit einem rustikalen Einzylinder-Bearcat-Motor fertiggestellt. Das Unternehmen zur Automobilproduktion wurde 1906 in Hartford in Wisconsin gegründet. Im gleichen Jahr begann die Produktion. Der Markenname lautete zunächst Kissel Kar. Spätestens 1911 kamen Nutzfahrzeuge dazu.
Ab 1919 entfiel das Kar, sodass die Fahrzeuge nun als Kissel vermarktet wurden. Angeblich klang das Kar nach dem Ersten Weltkrieg zu deutsch. 1930 kam es zu Kontakten mit Archie Andrews, die den Untergang einleiteten. Im September 1930 begann die Insolvenz. Der Bankrott folgte. 1931 endete die Produktion.
Kissel Industries wurde das Nachfolgeunternehmen, stellte aber keine Fahrzeuge mehr her.

## Fahrzeuge
Viele Modelle standen mit unterschiedlichen Karosserieaufbauten im Angebot. Dazu gehörten Tourenwagen, Roadster, Limousine, Baby Tonneau, Toy Tonneau, Semi-Racer, Coupé, Cabriolet, Coupelet, Tourster, Speedster, Town Car, Brougham, Brougham-Limousine, Victoria und Phaeton. Eine entsprechende Aufstellung ist den nachstehenden Tabellen zu entnehmen.
Im Modelljahr 1907 gab es nur das Model A. Der Vierzylindermotor kam von der Beaver Manufacturing Company. Er leistete 30 PS und trieb über eine Kardanwelle die Hinterachse an. Das Fahrgestell hatte 244 cm Radstand.
1908 folgten Model A 9 und Model D 9 sowie eine Inside Drive Limousine. Die Motorleistung war auf 40 PS gesteigert worden. Der Radstand betrug 274 cm.
1909 standen drei Modelle zur Auswahl. Das Model D 9 hatte einen 40-PS-Motor und 292 cm Radstand. Das Model G 9 hatte einen Sechszylindermotor mit 60 PS Leistung und 325 cm Radstand. Das Model LD 9 war mit 30 PS Leistung und 272 cm Radstand das schwächste und kürzeste Modell.
1910 gab es die Vierzylindermodelle Model D 10 mit 50 PS und 284 cm Radstand, Model F 10 mit dem gleichen Motor und 315 cm Radstand sowie Model LD 10 mit 30 PS und 284 cm Radstand. Das Model G 10 hatte einen Sechszylindermotor mit 60 PS Leistung und 335 cm Radstand.
1911 ersetzte das Model D 11 den F 10, das Model F 11 den G 10 und das Model LD 11 den LD 10, hier allerdings mit 295 cm Radstand.
1912 erhielten die Baureihen eine Bezeichnung nach ihrer Motorleistung. Im Thirty leistete der Vierzylindermotor 30 PS, im Forty 40 PS, im Fifty 50 PS und im Sechszylindermodell Sixty 60 PS. Die Radstände betrugen 295 cm, 300 cm, 315 cm bzw. 335 cm. Die unterschiedlichen Aufbauten erhielten unterschiedliche Modellnamen.
Ab 1913 wurde die Motorleistung anders angegeben. Der Thirty mit dem Zusatz LD 13 hatte einen Vierzylindermotor, der mit 28,9 PS angegeben war, sowie 295 cm Radstand. Daneben gab es den Forty als H 13 mit 32,4 PS und 307 cm Radstand, den Fifty als D 13 mit 38,02 PS und 335 cm Radstand sowie das Sechszylindermodell Sixty als F 13 mit 48,6 PS und 356 cm Radstand.
1914 änderte sich das System der Bezeichnungen. Das Model 40-Four war ein Vierzylindermodell mit 32 PS und 307 cm Radstand. Das Model 48-Six war das kleine Sechszylindermodell mit 34 PS und 334 cm Radstand. Darüber rangierte das Model 60-Six mit 49 PS und 361 cm Radstand.
1915 gab es das Model 4-36 mit 28,9 PS und 307 cm Radstand sowie das Model 6-42 mit 31,6 PS und 320 cm Radstand.
1916 bestand das Sortiment aus Model 4-32, Model 6-38 und Model 6-42.
Ab 1917 sind für einige Jahre keine Radstände angegeben. Vierzylindermodelle entfielen. Zur Wahl standen das Model 6-38 mit 25,35 PS und das Model 6-42 mit 31,54 PS. Spitzenmodell war der Double Six mit einem V12-Motor von der Weidely Motors Company, der mit 39,7 PS angegeben war.
1918 gab es den Custom Silver Special mit 26,33 PS, das Model 6-38 mit 25,35 PS und den Double Six mit 39,7 PS.
1919 – unter dem neuen Markennamen – entfiel das Zwölfzylindermodell. Die beiden anderen Modelle wurden als Custom-Built und Model 6-38 übernommen.
1920 stand nur der Custom-Built im Sortiment. Die Motorleistung war nun mit 61 PS angegeben, während die früheren Angaben nach dem NACC-Rating errechnet waren.
1921 und 1922 gab es keine Änderungen.
1923 standen zwei Sechszylindermodelle zur Auswahl. Die Motoren leisteten 61 PS im Model 45 und 50 PS im Model 55.
1924 beschränkte sich das Sortiment auf das Model 55 mit einem 48-PS-Motor.
1925 wurde daraus das Model 55 als Standard und Deluxe mit 53 PS. Neu war das Model 75, das ebenfalls als Standard und Deluxe erhältlich war. Der Achtzylinder-Reihenmotor basierte auf einem Entwurf von Lycoming und leistete 71 PS.
1926 war die einzige Änderung die Erhöhung der Motorleistung auf 61 PS beim Sechszylindermodell.
1927 entfiel die Aufteilung zwischen Standard und Deluxe. Model 55 und Model 75 blieben unverändert. Neu war das Model 8-65 mit einem 65-PS-Motor. Zwei Radstände von 318 cm und 335 cm standen zur Wahl.
1928 blieb das Model 55 erhalten. Darunter war das Model 70 platziert. Der Sechszylindermotor leistete 52 PS. Die restlichen Fahrzeuge hatten Achtzylindermotoren. Dies war die Series 8-80 mit 70 PS und 318 cm Radstand, die Series 80 mit ebenfalls 70 PS und wahlweise 318 cm oder 335 cm Radstand sowie die Series 8-90 mit 85 PS, für die Radstände von 333 cm, 353 cm und 361 cm angegeben waren. Die Series 8-90 wurde auch White Eagle genannt. Die Sonderausführung White Eagle Deluxe hatte einen 115-PS-Motor.
1929 war die Series 6-73 das einzige Sechszylindermodell. 52 PS Motorleistung und 297 cm Radstand waren seine Daten. Die Series 8-95 hatte einen 95-PS-Motor und 318 cm Radstand. Die Series 8-126 hatte 126 PS und wahlweise 335 cm oder 353 cm Radstand.
1930 erhielt die Series 6-73 einen stärkeren Motor mit 73 PS Leistung. Die Series 8-95 war nun auch mit 335 cm Radstand erhältlich. Series 8-126 blieb unverändert.
1931 gab es keine Änderungen.

### Modellübersicht Kissel Kar
| Jahr | Modell                | Ausführung | Zylinder | Leistung (PS) | Radstand (cm) | Aufbau |
| ---- | --------------------- | ---------- | -------- | ------------- | ------------- | --- |
| 1907 | Model A               |            | 4        | 30            | 244           | Tourenwagen |
| 1908 | A 9                   |            | 4        | 40            | 274           | Roadster |
| 1908 | D 9                   |            | 4        | 40            | 274           | Tourenwagen |
| 1908 |                       |            | 4        | 40            | 274           | Inside Drive Limousine |
| 1909 | Model D 9             |            | 4        | 40            | 292           | Tourenwagen 5-sitzig und 7-sitzig, Roadster 4-sitzig, Baby Tonneau 4-sitzig und 5-sitzig                                                                                      |
| 1909 | Model G 9             |            | 6        | 60            | 325           | Tourenwagen 7-sitzig, Roadster 4-sitzig, Baby Tonneau 7-sitzig |
| 1909 | Model LD 9            |            | 4        | 30            | 272           | Tourenwagen 5-sitzig, Roadster 2-sitzig, Baby Tonneau 4-sitzig |
| 1910 | Model D 10            |            | 4        | 50            | 284           | Tourenwagen 5-sitzig, Toy Tonneau 4-sitzig |
| 1910 | Model F 10            |            | 4        | 50            | 315           | Tourenwagen 7-sitzig, Toy Tonneau 4-sitzig |
| 1910 | Model G 10            |            | 6        | 60            | 335           | Tourenwagen 7-sitzig, Toy Tonneau 4-sitzig |
| 1910 | Model LD 10           |            | 4        | 30            | 284           | Tourenwagen 5-sitzig, Toy Tonneau 4-sitzig |
| 1911 | Model D 11            |            | 4        | 50            | 315           | Tourenwagen 5-sitzig, Baby Tonneau 4-sitzig, Semi-Racer, Fore-Door Tourenwagen 5-sitzig, Limousine 7-sitzig                                                                   |
| 1911 | Model F 11            |            | 6        | 60            | 335           | Tourenwagen 7-sitzig, Baby Tonneau 7-sitzig, Fore-Door Tourenwagen 7-sitzig, Semi-Racer                                                                                       |
| 1911 | Model LD 11           |            | 4        | 30            | 295           | Tourenwagen 5-sitzig, Baby Tonneau 4-sitzig, Semi-Racer, Fore-Door Tourenwagen 5-sitzig, Limousine 7-sitzig                                                                   |
| 1912 | Thirty                | Model A    | 4        | 30            | 295           | Tourenwagen |
| 1912 | Thirty                | Model B    | 4        | 30            | 295           | Semi-Tourenwagen |
| 1912 | Thirty                | Model C    | 4        | 30            | 295           | Semi-Racer |
| 1912 | Thirty                | Model D    | 4        | 30            | 295           | Coupé |
| 1912 | Forty                 | Model A    | 4        | 40            | 300           | Semi-Tourenwagen |
| 1912 | Forty                 | Model B    | 4        | 40            | 300           | Semi-Racer |
| 1912 | Forty                 | Model C    | 4        | 40            | 300           | Coupé |
| 1912 | Forty                 | Model D    | 4        | 40            | 300           | Limousine |
| 1912 | Fifty                 | Model A    | 4        | 50            | 315           | Tourenwagen |
| 1912 | Fifty                 | Model B    | 4        | 50            | 315           | Semi-Tourenwagen |
| 1912 | Fifty                 | Model C    | 4        | 50            | 315           | Semi-Racer |
| 1912 | Fifty                 | Model D    | 4        | 50            | 315           | Coupé |
| 1912 | Fifty                 | Model E    | 4        | 50            | 315           | Limousine |
| 1912 | Sixty                 | Model A    | 6        | 60            | 335           | Tourenwagen 7-sitzig |
| 1912 | Sixty                 | Model B    | 6        | 60            | 335           | Semi-Tourenwagen |
| 1912 | Sixty                 | Model C    | 6        | 60            | 335           | Semi-Racer |
| 1912 | Sixty                 | Model D    | 6        | 60            | 335           | Coupé |
| 1912 | Sixty                 | Model E    | 6        | 60            | 335           | Limousine |
| 1913 | Thirty                | LD 13      | 4        | 28,9          | 295           | Semi-Tourenwagen 5-sitzig, Semi-Racer 2-sitzig |
| 1913 | Forty                 | H 13       | 4        | 32,4          | 307           | Semi-Tourenwagen 5-sitzig, Limousine 5-sitzig |
| 1913 | Fifty                 | D 13       | 4        | 38,02         | 335           | Semi-Tourenwagen 6-sitzig, Limousine 6-sitzig |
| 1913 | Sixty                 | F 13       | 6        | 48,6          | 356           | Semi-Tourenwagen 6-sitzig und 7-sitzig |
| 1914 | Model 40-Four         |            | 4        | 32            | 307           | Coupé, Tourenwagen 5-sitzig, Roadster 2-sitzig |
| 1914 | Model 48-Six          |            | 6        | 34            | 335           | Tourenwagen 5-sitzig, Limousine 6-sitzig |
| 1914 | Model 60-Six          |            | 6        | 49            | 361           | Tourenwagen 7-sitzig, Roadster, Limousine |
| 1915 | Model 4-36            |            | 4        | 28,9          | 307           | Tourenwagen 5-sitzig und 7-sitzig, Limousine, Roadster, Cabriolet, Coupé |
| 1915 | Model 6-42            |            | 6        | 31,6          | 320           | Tourenwagen 5-sitzig und 7-sitzig, Limousine, Cabriolet, Coupé |
| 1916 | Model 4-32            |            | 4        | 24,03         | 292           | Tourenwagen 5-sitzig, Roadster 4-sitzig, Coupé 4-sitzig |
| 1916 | Model 6-38            |            | 6        | 25,35         | 297           | Town Car 5-sitzig, Limousine 4-sitzig, 5-sitzig und 7-sitzig, Coupé 4-sitzig, Touren-Limousine 4-sitzig, Tourenwagen 7-sitzig, Roadster 3-sitzig                              |
| 1916 | Model 6-42            |            | 6        | 31,54         | 320           | Tourenwagen 5-sitzig, Roadster 2-sitzig, Limousine 5-sitzig und 7-sitzig, Coupelet 2-sitzig, Coupé 3-sitzig                                                                   |
| 1917 | Model 6-38            |            | 6        | 25,35         |               | Tourenwagen 5-sitzig und 7-sitzig, Roadster 3-sitzig und 4-sitzig, Town Car 5-sitzig, Limousine 4-sitzig, 5-sitzig und 7-sitzig, Coupé 4-sitzig, Touren-Limousine 4-sitzig    |
| 1917 | Model 6-42            |            | 6        | 31,54         |               | Tourenwagen 5-sitzig und 7-sitzig, Roadster 2-sitzig, Limousine 5-sitzig und 7-sitzig, Coupelet 2-sitzig, Coupé 3-sitzig                                                      |
| 1917 | Double Six            |            | 12       | 39,7          |               | Tourenwagen 7-sitzig, Roadster 4-sitzig, Coupé 4-sitzig, Limousine 4-sitzig und 5-sitzig und 7-sitzig, Touren-Limousine 4-sitzig                                              |
| 1918 | Custom Silver Special |            | 6        | 26,33         |               | Tourenwagen 5-sitzig und 7-sitzig, Tourster 4-sitzig, Speedster 4-sitzig, Limousine 5-sitzig und 7-sitzig                                                                     |
| 1918 | Model 6-38            |            | 6        | 25,35         |               | Tourenwagen 5-sitzig und 7-sitzig, Roadster 3-sitzig und 4-sitzig, Town Car 5-sitzig, Limousine 4-sitzig und 5-sitzig und 7-sitzig, Coupé 4-sitzig, Touren-Limousine 4-sitzig |
| 1918 | Double Six            |            | 12       | 39,7          |               | Tourenwagen 5-sitzig und 7-sitzig, Roadster 4-sitzig, Coupé 4-sitzig, Limousine 4-sitzig und 5-sitzig und 6-sitzig und 7-sitzig, Touren-Limousine 4-sitzig, Cabriolet, Coupé  |

### Modellübersicht Kissel
| Jahr | Modell            | Zylinder | Leistung (PS) | Radstand (cm) | Aufbau |
| ---- | ----------------- | -------- | ------------- | ------------- | --- |
| 1919 | Custom-Built      | 6        | 26,33         |               | Tourenwagen, Tourster, Speedster, Limousine, Town Car, Coupé |
| 1919 | Model 6-38        | 6        | 25,35         |               | Tourenwagen 5-sitzig und 7-sitzig, Roadster 3-sitzig und 4-sitzig, Town Car 5-sitzig, Limousine 4-sitzig und 5-sitzig und 7-sitzig, Coupé 4-sitzig, Touren-Limousine 4-sitzig          |
| 1920 | Custom-Built      | 6        | 61            |               | Tourenwagen 7-sitzig, Tourster 4-sitzig, Speedster 2-sitzig, Limousine 6-sitzig, Coupé                                                                                                 |
| 1921 | Custom-Built      | 6        | 61            |               | Speedster 2-sitzig, Tourster 4-sitzig, Tourenwagen 7-sitzig, Coupé 4-sitzig, Limousine 6-sitzig                                                                                        |
| 1922 | Custom-Built      | 6        | 61            |               | Tourenwagen 5-sitzig und 7-sitzig, Speedster 4-sitzig, Tourster 4-sitzig, Coupé 4-sitzig, Limousine 6-sitzig                                                                           |
| 1923 | Model 45          | 6        | 61            |               | Tourenwagen 5-sitzig und 7-sitzig, Tourster 4-sitzig und 7-sitzig, Speedster 2-sitzig und 4-sitzig, Coupé 4-sitzig, Limousine 5-sitzig und 6-sitzig, Brougham 6-sitzig                 |
| 1923 | Model 55          | 6        | 50            |               | Phaeton 5-sitzig, Limousine 5-sitzig, Coupé 4-sitzig, Speedster 2-sitzig, Tourster 4-sitzig                                                                                            |
| 1924 | Model 55          | 6        | 48            |               | Phaeton 5-sitzig, Limousine 5-sitzig, Coupé 4-sitzig, Speedster 2-sitzig, Tourster 4-sitzig                                                                                            |
| 1925 | Model 55 Standard | 6        | 53            |               | Phaeton 5-sitzig, Tourenwagen 7-sitzig, Speedster 2-sitzig und 4-sitzig, Tourster 4-sitzig, Coupé 4-sitzig, Brougham 5-sitzig, Brougham-Limousine 5-sitzig, Victoria 5-sitzig          |
| 1925 | Model 55 Deluxe   | 6        | 53            |               | Phaeton 5-sitzig, Tourenwagen 7-sitzig, Speedster 2-sitzig und 4-sitzig, Tourster 4-sitzig, Coupé 4-sitzig, Brougham-Limousine 6-sitzig, Limousine 7-sitzig, Victoria 6-sitzig         |
| 1925 | Model 75 Standard | 8        | 71            |               | Brougham 5-sitzig, Phaeton 5-sitzig, Tourenwagen 7-sitzig, Speedster 2-sitzig und 4-sitzig, Tourster 4-sitzig, Coupé 4-sitzig, Brougham-Limousine 5-sitzig                             |
| 1925 | Model 75 Deluxe   | 8        | 71            |               | Victoria 5-sitzig, Phaeton 5-sitzig, Tourenwagen 7-sitzig, Speedster 2-sitzig und 4-sitzig, Tourster 4-sitzig, Coupé 4-sitzig, Brougham-Limousine 5-sitzig, Limousine 7-sitzig         |
| 1926 | Model 55 Standard | 6        | 61            |               | Phaeton 5-sitzig, Tourenwagen 7-sitzig, Speedster 2-sitzig und 4-sitzig, Tourster 4-sitzig, Coupé 4-sitzig, Brougham 5-sitzig, Brougham-Limousine 5-sitzig, Victoria 5-sitzig          |
| 1926 | Model 55 Deluxe   | 6        | 61            |               | Phaeton 5-sitzig, Tourenwagen 7-sitzig, Speedster 2-sitzig und 4-sitzig, Tourster 4-sitzig, Coupé 4-sitzig, Brougham-Limousine 5-sitzig, Limousine 7-sitzig, Victoria 5-sitzig         |
| 1926 | Model 75 Standard | 8        | 71            |               | Brougham 5-sitzig, Phaeton 5-sitzig, Tourenwagen 7-sitzig, Speedster 2-sitzig und 4-sitzig, Tourster 4-sitzig, Coupé 4-sitzig, Brougham-Limousine 5-sitzig, Victoria 5-sitzig          |
| 1926 | Model 75 Deluxe   | 8        | 71            |               | Phaeton 5-sitzig, Tourenwagen 7-sitzig, Speedster 2-sitzig und 4-sitzig, Tourster 4-sitzig, Coupé 4-sitzig, Brougham-Limousine 5-sitzig, Limousine 7-sitzig, Victoria 5-sitzig         |
| 1927 | Model 55          | 6        | 61            |               | Brougham 5-sitzig, Coupé-Roadster 2-sitzig und 4-sitzig, Speedster 2-sitzig und 4-sitzig, Phaeton 5-sitzig, Tourenwagen 7-sitzig, Tourster 4-sitzig, Limousine 7-sitzig                |
| 1927 | Model 75          | 8        | 71            |               | Brougham 5-sitzig, Coupé-Roadster 2-sitzig und 4-sitzig, Speedster 2-sitzig und 4-sitzig, Phaeton 5-sitzig, Tourenwagen 7-sitzig, Tourster 4-sitzig, Limousine 7-sitzig                |
| 1927 | Model 8-65        | 8        | 65            | 318           | Brougham 5-sitzig, Coupé-Roadster 5-sitzig, Speedster 4-sitzig, Limousine 7-sitzig |
| 1927 | Model 8-65        | 8        | 65            | 335           | Tourenwagen 7-sitzig, Tourster 4-sitzig, Phaeton 5-sitzig |
| 1928 | Model 55          | 6        | 61            |               | Brougham 5-sitzig, Brougham-Limousine 5-sitzig, Coupe-Roadster 4-sitzig, Speedster 4-sitzig, Phaeton 5-sitzig, Limousine 7-sitzig, Tourenwagen 7-sitzig, Tourster 4-sitzig             |
| 1928 | Model 70          | 6        | 52            |               | Brougham-Limousine 5-sitzig, Coupé-Roadster 5-sitzig, Limousine 5-sitzig, Victoria 5-sitzig                                                                                            |
| 1928 | Series 8-80       | 8        | 70            | 318           | Brougham 5-sitzig, Limousine 5-sitzig, Coupe-Roadster 4-sitzig, Victoria 5-sitzig |
| 1928 | Series 80         | 8        | 70            | 318           | Brougham 5-sitzig, Speedster 4-sitzig, Phaeton 5-sitzig |
| 1928 | Series 80         | 8        | 70            | 335           | Limousine 7-sitzig, Tourenwagen 7-sitzig, Tourster 4-sitzig |
| 1928 | Series 8-90       | 8        | 85            | 333 und 353   | Brougham 5-sitzig, Brougham-Limousine 5-sitzig, Coupe-Roadster 4-sitzig, Speedster 4-sitzig, Phaeton 5-sitzig, Limousine 7-sitzig, Tourenwagen 4-sitzig und 7-sitzig                   |
| 1928 | Series 8-90       | 8        | 85            |               | Coupé 4-sitzig, Victoria 5-sitzig, Speedster 4-sitzig, Tourster 4-sitzig, Brougham 5-sitzig, Limousine 7-sitzig                                                                        |
| 1929 | Series 6-73       | 6        | 52            | 297           | Brougham-Limousine 5-sitzig, Limousine 5-sitzig, Coupe-Roadster 4-sitzig |
| 1929 | Series 8-95       | 8        | 95            | 318           | Brougham-Limousine 5-sitzig, Coupe-Roadster 4-sitzig, Limousine 5-sitzig und 7-sitzig, Coupé 4-sitzig, Brougham 5-sitzig, Tourenwagen 7-sitzig, Speedster 4-sitzig, Tourister 4-sitzig |
| 1929 | Series 8-126      | 8        | 126           | 335 und 353   | Brougham 5-sitzig, Coupe-Roadster 4-sitzig, Limousine 7-sitzig, Speedster 4-sitzig, Tourster 4-sitzig, Victoria 5-sitzig                                                               |
| 1930 | Series 6-73       | 6        | 73            | 297           | Brougham-Limousine 5-sitzig, Limousine 5-sitzig, Coupe-Roadster 4-sitzig |
| 1930 | Series 8-95       | 8        | 95            | 318 und 335   | Brougham-Limousine 5-sitzig, Coupe-Roadster 4-sitzig, Limousine 7-sitzig, Coupé 4-sitzig, Brougham, Tourenwagen 7-sitzig, Speedster 4-sitzig, Tourister 4-sitzig                       |
| 1930 | Series 8-126      | 8        | 126           | 335 und 353   | Brougham 5-sitzig, Coupe-Roadster 4-sitzig, Limousine 7-sitzig, Speedster 4-sitzig, Tourster 4-sitzig, Victoria 4-sitzig                                                               |
| 1931 | Series 6-73       | 6        | 73            | 297           | Brougham-Limousine 5-sitzig, Limousine 5-sitzig, Coupe-Roadster 4-sitzig |
| 1931 | Series 8-95       | 8        | 95            | 318 und 335   | Brougham-Limousine 5-sitzig, Coupe-Roadster 4-sitzig, Limousine 5-sitzig und 7-sitzig, Coupé 4-sitzig, Brougham 5-sitzig, Tourenwagen 7-sitzig, Speedster 4-sitzig, Tourster 4-sitzig  |
| 1931 | Series 8-126      | 8        | 126           | 335 und 353   | Brougham 5-sitzig, Coupe-Roadster 4-sitzig, Limousine 7-sitzig, Speedster 4-sitzig, Tourster 4-sitzig, Victoria 4-sitzig                                                               |

## Produktionszahlen
Insgesamt entstanden 21.503 Fahrzeuge.
| Jahr  | Produktionszahl |
| ----- | --------------- |
| 1907  | 193             |
| 1908  | 212             |
| 1909  | 417             |
| 1910  | 619             |
| 1911  | 713             |
| 1912  | 727             |
| 1913  | 837             |
| 1914  | 896             |
| 1915  | 1.173           |
| 1916  | 1.112           |
| 1917  | 1.618           |
| 1918  | 1.217           |
| 1919  | 1.177           |
| 1920  | 1.123           |
| 1921  | 793             |
| 1922  | 561             |
| 1923  | 1.127           |
| 1924  | 898             |
| 1925  | 1.406           |
| 1926  | 1.972           |
| 1927  | 1.147           |
| 1928  | 868             |
| 1929  | 681             |
| 1930  | 16              |
| Summe | 21.503          |